# Ciao ciao Italia
Ciao ciao Italia är en fotbollslåt som var kampsång för Sveriges herrlandslag i fotboll vid VM i fotboll 1990 i Italien. Låten är skriven av Lasse Holm och Eddie Oliva. Den framfördes av After Shave.
Singeln placerade sig som högst på 12:e plats på den svenska singellistan. Melodin låg på Svensktoppen i fyra veckor under perioden 20 maj-10 juni 1990, med andraplats som bästa resultat där.

## Listplaceringar
| Lista (1990) | Position |
| ------------ | -------- |
| Sverige      | 12       |

### Fotnoter
1. ↑  Information i Svensk mediedatabas.
2. ↑  Svensktoppen - 1990
3. ↑  Listplacering